# Maison et jardins Antoine-Lacombe
Maison et jardins Antoine-Lacombe est situé à Saint-Charles-Borromée au Québec, à proximité de la rivière L'Assomption. Il s'agit d'un lieu historique alliant culture et horticulture.
Construit en 1847 pour le compte d'Antoine Lacombe, l'immeuble possède un intérêt patrimonial reconnu par le ministère de la Culture et des Communications du Québec depuis 1968. Cet intérêt repose principalement sur sa valeur architecturale attribuable à sa représentativité de la maison québécoise d'inspiration néoclassique ainsi que sur sa valeur historique découlant notamment de son association avec l'homme d'affaires Édouard Scallon.
Depuis 1989, la Ville de Saint-Charles-Borromée en est propriétaire et le lieu est géré par un organisme sans but lucratif qui l'administre comme centre culturel. Au fil des ans, le terrain sur lequel se trouve la Maison a été transformé en jardin public.

## Historique

### Construction
En 1824, Antoine Lacombe, un cultivateur originaire de Saint-Paul, obtient  de Barthélémy Joliette une première concession formant la moitié du lot 11 du 2e rang du canton de Kildare. En 1847, Antoine Lacombe y fait construire une maison en pierre de taille par le maçon Amable Archambault. Il s'agit désormais d'une des dernières maisons de pierre à subsister dans le secteur.
Au fil des ans, Antoine Lacombe contracte de nombreuses obligations, notamment auprès d’Édouard Scallon, riche entrepreneur de la région. Au bord de la faillite, Antoine Lacombe abandonne la Maison et déménage à Saint-Liboire.
Le 23 mai 1860, la Maison est vendue aux enchères à Édouard Scallon qui la revend, un mois plus tard, à Alexis Masse. Par la suite, de nombreux propriétaires se succèderont.

### Harry Schwartzman
En 1924, Harry Schwartzman et Dora Bernstein deviennent propriétaires de la maison Antoine-Lacombe. Ils font ensuite construire à proximité une quarantaine de petits chalets qu'ils louent à des familles juives de Montréal pendant les vacances estivales. Ils invitent alors les villégiateurs et les résidents locaux à venir se baigner à leur demeure.
Situé au nord de Joliette, ce secteur était autrefois nommé Péningue, déformation de l'anglicisme pine end. Son sable était reconnu pour les belles plages qu'il formait au bord de la rivière L'Assomption.

### Restauration

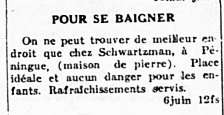
L’Étoile du Nord - 15 août 1929

En 1965, Serge Joyal, alors dans la vingtaine, achète la maison qui nécessite d'importants travaux. Avec l’aide de Père Wilfrid Corbeil, ils la restaurent et la font classer immeuble patrimonial par le ministère de la Culture en 1968. Depuis 1977, elle bénéficie d’une aire de protection.
En 1967, Serge Joyal fonde un comité pour transformer la maison en musée de Lanaudière. Le musée ouvrira ses portes en 1969. En 1978, lorsqu'il était député au parlement fédéral, Serge Joyal vend la maison, ce qui entraînera la fermeture du musée. La maison demeurera toutefois protégée par son statut patrimonial,.

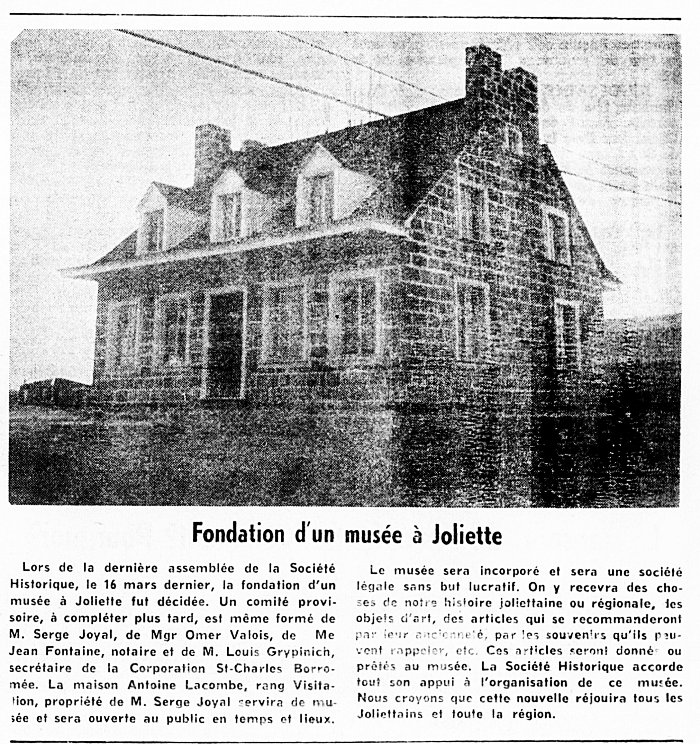
L’Action Populaire – 22 mars 1967

### Centre culturel
Après être passée aux mains de quelques autres propriétaires, la maison Antoine-Lacombe, d’abord louée, est achetée par la Ville de Saint-Charles-Borromée en 1989. Elle est dès lors gérée par une corporation indépendante à but non lucratif et devient le centre culturel de la Ville, accessible gratuitement au public.

### Jardins
Sur le terrain de la maison Antoine-Lacombe se trouvent des jardins publics ainsi qu’un parcours d’œuvres d’art permanentes.
Comprenant plus de 1 500 espèces et variétés de végétaux, les jardins sont représentatifs de l’évolution des jardins français et anglais à travers les époques.
Le terrain de la Maison et des jardins fait 14 128,9 m2, en plus du stationnement principal qui fait 4 446,8 m2 et qui comprend également des aménagements paysagers.

## Organisme

### Structure organisationnelle
Maison et jardins Antoine-Lacombe est un organisme sans but lucratif. Son administration est assurée par un conseil formé de citoyens bénévoles élus qui s'assurent de son bon fonctionnement et de son développement.
L'organisme compte également une direction générale assurant la gestion d’une équipe horticole et d’une équipe culturelle.
De nombreux bénévoles lui apportent aussi leur soutien.

### Mission, valeurs et vision
La mission de l'organisme est d'offrir au grand public une expérience multisensorielle reposant sur la découverte et l’exploration de la création contemporaine en art et en horticulture ainsi que sur l'histoire régionale.
Sa mission s’articule autour des valeurs d’accessibilité, d’esthétisme, de créativité, de mise en valeur du patrimoine et de professionnalisme.
Sa vision est de devenir un lieu culturel incontournable pour les créateurs, les citoyens de Saint-Charles-Borromée et les touristes en offrant des activités et des services de qualité.

### Activités
Maison et jardins Antoine-Lacombe propose plusieurs activités d'éducation, de diffusion et d'animation culturelle, telles que des visites guidées de la Maison et des jardins.
Dans la Maison, des expositions en art visuel se succèdent mensuellement. Des ateliers y sont également organisés à l’occasion.

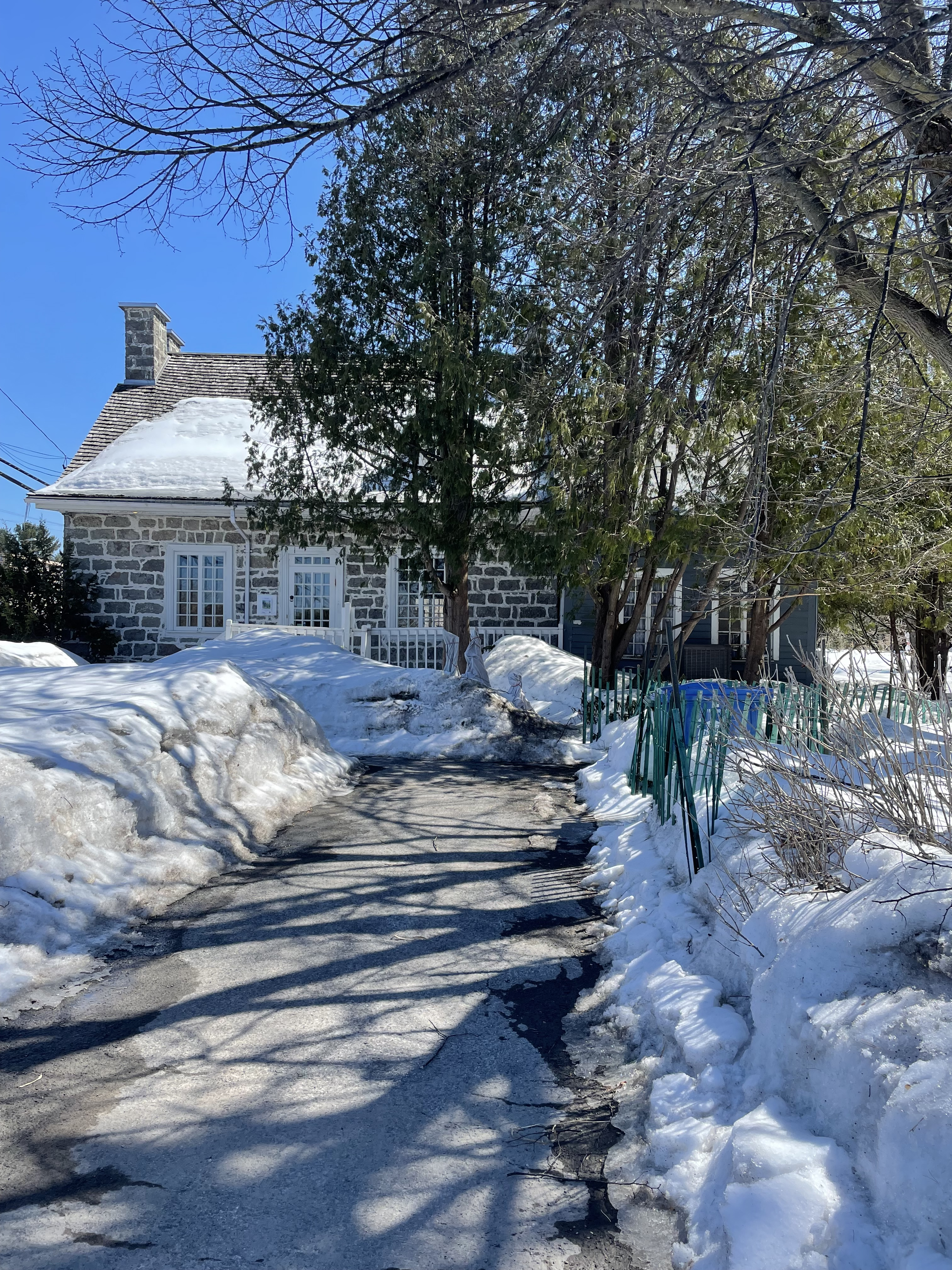
Maison Antoine-Lacombe, avril 2023.

Depuis 2014, les jardins accueillent annuellement une exposition estivale temporaire.

### Prix et reconnaissances
Au fil des ans, Maison et jardins Antoine-Lacombe a reçu plusieurs prix et reconnaissances, dont :
- 1997 – Certificat d’honneur pour la protection et la mise en valeur de la Maison Antoine-Lacombe, remis par le Conseil des monuments et sites du Québec[12]
- 1999 – Prix Robert-Lussier, par les grands prix Desjardins de la culture[13]
- 2000 – Prix Hommage bénévolat Québec, remis par le gouvernement du Québec[14]
- 2003 – Prix de la Chambre de commerce du Grand-Joliette
- 2005 – Personnalité du mois, remis par la Chambre de commerce du Grand-Joliette[14]
- 2006 – Prix pour l’accueil tourisme pour les établissements de moins de 100 000 visiteurs, par les Grands prix du tourisme québécois[14]
- 2007 – Prix coup de cœur des médias remis par la Chambre de commerce du Grand-Joliette
- 2017 –Mention « 150 expériences jardin » par le Conseil canadien du jardin[15]